# Флітська в'язниця
 Флітська в'язниця (англ. Fleet Prison) — колишня лондонська в'язниця. Була побудована ще 1197 року та використовувалася до 1844 року. 1846 року була зруйнована. Будівля в'язниці розташовувалася на місці перехрещення Феррінгдон та Фліт-стріт, на східному березі невеликої лондонській річки — Фліт.

## Етимологія
Назва в'язниці походить від назви річки Фліт, на східному узбережжі якої вона була споруджена. Лексема Фліт, від англо-саксонського fleot, означає «припливний канал». Справа в тому, що рівень води в річці вкрай мінливий.

## Історія
В'язниця була побудована 1197 року на тій вулиці, що зараз називається Феррінгдон-стріт. Відомо, що у в'язниці утримувалися особи засуджені Зоряною палатою, арештанти Канцлерського суду, а також боржники.

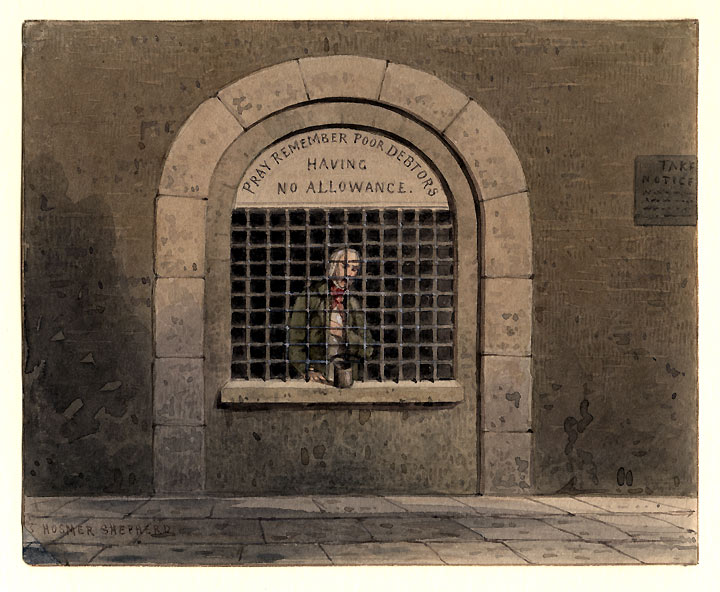
Залізна клітка, через яку жебраки просили милостиню у перехожих

Ще під час спорудження будівля неодноразово пошкоджується. Наприклад, 1381 року, під час селянського повстання, частина будівлі була зруйнована. 4 вересня 1666 року, у вівторок, коли в Лондоні бушувала Велика пожежа, будівля згоріла дотла; в'язнів евакуювали в останній момент. Після цього сер Джеремі Вічкоут, тодішній начальник тюрми, найняв будинок у Ламбеті для тимчасового розміщення ув'язнених, а саму будівлю Флітської в'язниці було відновлено на попередньому місці.

У XVIII столітті Флітська в'язниця використовувалася для утримання боржників та банкрутів. У в'язниці також розташовувалася «бідна сторона» — місце для ув'язнення жебраків. Певний час в стіні Флітської в'язниці була вставлена залізна клітка, через яку жебраки просили милостиню у перехожих. Опис такої споруди зустрічається в романі Чарльза Діккенса «Посмертні записки Піквікського клубу»:
|  | Ще свіжий в пам'яті той час, коли в стіну Флітської в'язниці була вправлена залізна клітка, в якій містилася голодна на вигляд людина і, брязкаючи час від часу кружкою з грошима, тужливо вигукувала: «Не забувайте убогих боржників, не забувайте убогих боржників!» |

Серед керівників Флітської в'язниці іноді зустрічалися особи, пов'язані з криміналом. Сумно відома історія з Томом Бембріджем, що керував в'язницею в середині XVIII століття. Останній був звинувачений в вимаганні. На згадки про жорстоке поводження з ув'язненими можна натрапити у спогадах Джона Лілберн, в яких описується, що на нього нацькували пару собак і він протягом двох годин був змушений тікати від них.

## Відомі в'язні
- Джон Донн — англійський поет, священик. Був ув'язнений 1601 році, завдяки старанням свого тестя, незадоволеного шлюбом своєї дочки.
- Джон Клеланд — письменник XVIII століття, відомий своїми скандальними творами.
- Чарльз Клерк — англійський моряк, який подорожував з Джеймсом Куком.
- Генрі Барроу — англійський релігійний діяч, пуританин.
- Вільям Сміт — відомий британський геолог.
- Вільям Пенн
- Батько художника Вільяма Хогарта

## Вигадані в'язні
- Семюел Піквік — головний герой роману Чарльза Діккенса «Посмертні записки Піквікського клубу».